# Immeuble aux 4-6 rue Royale
L'immeuble aux nos 4 et 6 de la rue Royale est un bâtiment situé à Fontainebleau, en France. Il est partiellement inscrit aux monuments historiques depuis 1933.

## Situation et accès
L'édifice est situé aux nos 4 et 6 de la rue Royale, dans le centre-ville de Fontainebleau. Plus largement, il se trouve dans le département de Seine-et-Marne, en région Île-de-France.

## Statut patrimonial et juridique
Les façades et les toitures font communément l'objet d'une inscription au titre des monuments historiques par arrêté du 1er mars 1933. Ses murs de clôture sont radiés de l'inventaire le 10 octobre 1933.